# Acquario (film)
Acquario è un film del 1996 diretto da Michele Sordillo.